# Biotopo (curtmetratge)
Biotopo és un curtmetratge-documental dirigit i escrit pel cineasta Carles Mira el 1973. Al llarg dels seus 29 minuts de durada, tracta l'entorn ambiental del Parc Natural de l'Albufera, a València, la seva degradació ambiental i el vessament de residus tòxics a les platges del Perellonet i el Perelló.

## Premis
30a edició de les Medalles del Cercle d'Escriptors Cinematogràfics
| Categoria           | Candidata | Resultat  |
| ------------------- | --------- | --------- |
| Millor curtmetratge | Biotopo   | Guanyador |

Certamen Internacional de Films Curts Ciutat d'Osca
| Premi                       | Candidat | Resultat  |
| --------------------------- | -------- | --------- |
| Premi Peña Recreativa Zoiti | Biotopo  | Guanyador |